# Bisdom Inongo
Het bisdom Inongo (Latijn: Dioecesis Inongoensis) is een rooms-katholiek bisdom in Congo-Kinshasa met als zetel Inongo (kathedraal Sint Albert). Het is een suffragaan bisdom van het aartsbisdom Kinshasa en werd opgericht in 1959. 
Het bisdom is ontstaan uit de apostolisch vicariaat Inongo dat werd opgericht in 1953. In 1959 werd Inongo verheven tot een bisdom en de eerste bisschop was Jan van Cauwelaert, C.I.C.M.. 
In 2016 telde het bisdom 23 parochies. Het bisdom heeft een oppervlakte van 100.000 km2 en telde in 2016 1.150.000 inwoners waarvan 64,1% rooms-katholiek was. 

## Bisschoppen
- Jan van Cauwelaert, C.I.C.M. (1959-1967)
- Léon Lesambo Ndamwize (1967-2005)
- Philippe Nkiere Keana, C.I.C.M. (2005-2018)
- Donatien Bafuidinsoni Maloko-Mana, S.J. (2018- )